# ماراتن بوستون

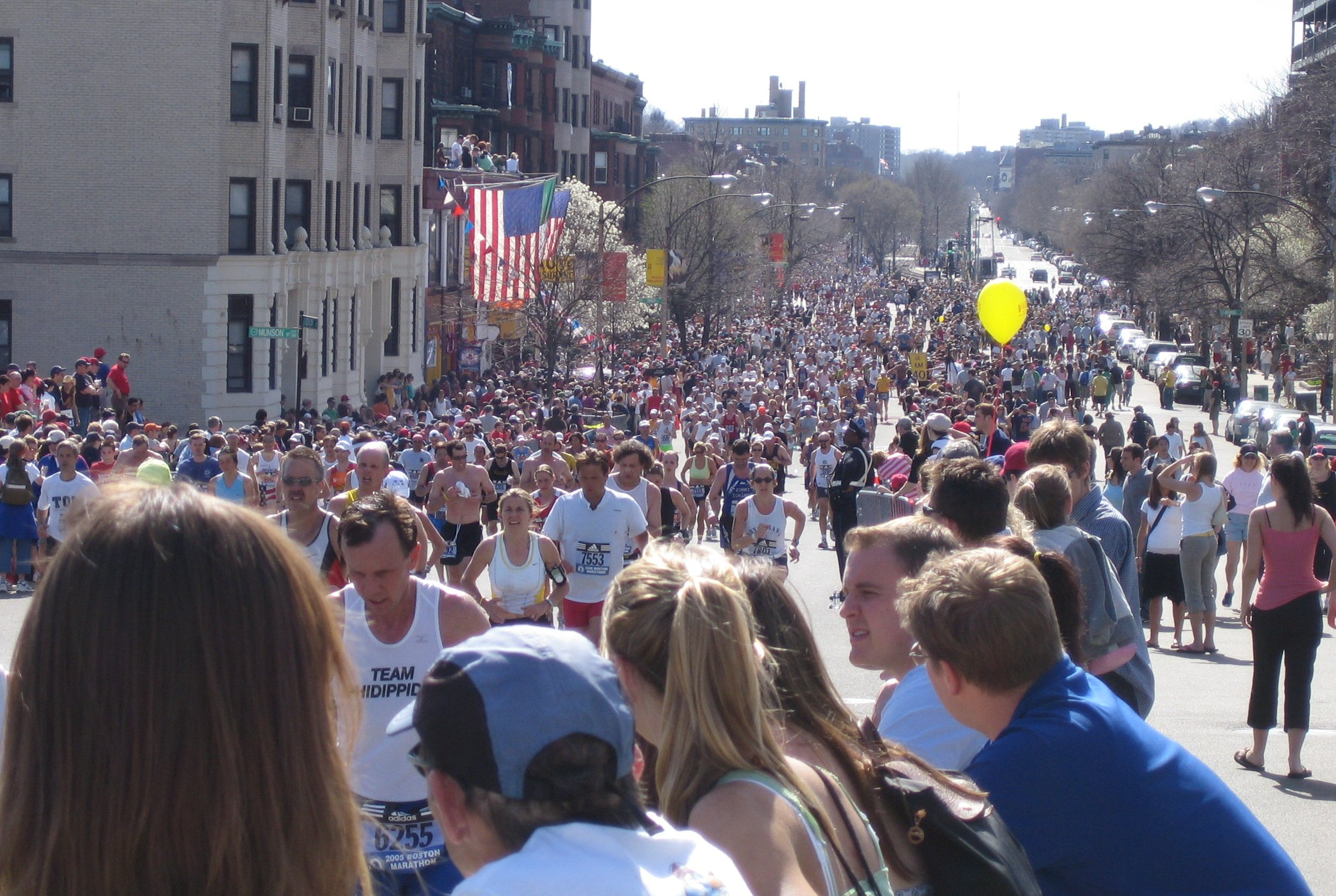
شرکت کنندگان در حال عبور از خیابان بیکن

دوی ماراتن بوستون (به انگلیسی: Boston Marathon) تأسیس ۱۸۹۷، کهنترین دوی ماراتن جاری جهان است. این مسابقهٔ عمومی هر ساله در شهر بوستون برگزار شده و با شرکت ۲۰۰۰۰ شرکت‌کننده، از بزرگترین مسابقات ماراتن جهان است.
طول مسیر این مسابقه، همانند دوی ماراتن نیویورک، ۴۲ کیلومتر است، و از محلات متفاوت شهر بوستون می‌گذرد.

## حوادث
در ۱۵ آوریل ۲۰۱۳ انفجار دو بمب دست‌ساز در نزدیکی محل خط پایان مسابقه منجر به مرگ سه‌تن و مجروح شدن بیش از ۱۰۰ تن گردید. در پی این حوادث شهر بوستون در وحشت فرو رفت؛ و پلیس تصاویری از مظنونین این بمب گذاری‌ها منتشر کرد. مظنونین دو برادر اهل چچن می‌باشند به نام‌های تیمولان (تیمورلنگ) سارنایف و جوهر سارنایف. یکی از مظنونین در درگیری شدید با پلیس در حالی قصد فرار داشت به شدت زخمی شد و در بیمارستان در گذشت. برادر دیگر توانست متورای شود. در پی فرار این متهم پلیس از تمامی اهالی ماساچوست خواست از خانه هایشان بیرون نیایند و در را فقط بر روی پلیس باز کنند. نهایتاً این مظنون در پی محاصره پلیس در حالی که در خانه فردی مخفی شده بود دستگیر شد.